# Église Saint-Abraham de Téhéran
L'église Saint-Abraham (en persan: کلیسای حضرت ابراهیم)  est une église catholique administrée par les dominicains à Téhéran.

## Historique
C'est en 1962 que la province d'Irlande de l'ordre des frères prêcheurs, déjà installée à Ispahan à la maison du Rosaire (Rosary House),  décide d'ouvrir un nouveau couvent dans la capitale iranienne, avec deux dominicains, le P. William Barden (nommé ensuite archevêque) et le P. Hugh Brennan. Ils louent une maison près de l'université de Téhéran, rue du professeur Brown. Le couvent est dédié à Notre-Dame du Rosaire. Le 23 mai 1966, le nouveau petit couvent avec l'église vouée à Abraham, patriarche des trois religions, sont ouverts rue Djamalzadeh Shomali.
Ce lieu est destiné à l'étude et aux rencontres interconfessionnelles. Le culte catholique est célébré à l'église surtout pour les expatriés catholiques de Téhéran.

## Source
- (en) Cet article est partiellement ou en totalité issu de l’article de Wikipédia en anglais intitulé « Saint Abraham's Church, Tehran » (voir la liste des auteurs).